# Michael Jeffrey
Michael Richard Jeffrey (sinh ngày 11 tháng 8 năm 1971 ở Liverpool) là một cựu cầu thủ bóng đá, thi đấu từ năm 1989 đến năm 2002, thi đấu cho Fortuna Sittard và nhiều đội bóng Anh Quốc, bao gồm Scunthorpe United, Grimsby Town, Kilmarnock, Rotherham United, Newcastle United, Doncaster Rovers, và Bolton Wanderers.